# ボルティモア交響楽団
ボルティモア交響楽団（Baltimore Symphony Orchestra）は、メリーランド州ボルティモアを拠点とするアメリカ合衆国のオーケストラである。

## 沿革・概要
1916年にボルティモア市立管弦楽団として設立。1942年に自主運営団体となり、1945年にはエレノア・ローズヴェルト、ローザ・ポンセルの支援により規模を拡大した。創立以来、経営難を繰り返したが、1965年に慈善家ジョゼフ・マイヤーホフが理事長に就任し、1968年にセルジュ・コミッショーナを音楽監督に指名、これらにより楽団の成功と財政的安定をもたらした。マイヤーホフの援助により本拠地となるマイヤーホフ・シンフォニー・ホールも完成、1982年にこけら落としが行われた。
1985年に音楽監督に就任したデイヴィッド・ジンマンのもとでは、チェリストのヨーヨー・マとの共演によるアルバムで2度のグラミー賞を受賞した。1999年にロシア人指揮者のユーリ・テミルカーノフがジンマンの後を継ぎ、2007年にはマリン・オールソップが米国のメジャー・オーケストラで初めての女性音楽監督として就任した。2023年からジョナサン・ヘイワードが音楽監督を務める。

## 歴代音楽監督
- 1917年 - 1930年　グスタフ・シュトルーベ
- 1930年 - 1935年　ジョージ・シーモン
- 1935年 - 1937年　アーネスト・シェリング
- 1937年 - 1939年　ワーナー・ジャンセン
- 1939年 - 1942年　ハワード・バーロウ
- 1942年 - 1952年　レジナルド・ステュアート
- 1952年 - 1959年　マッシモ・フレッチャ
- 1959年 - 1968年　ピーター・ハーマン・アドラー
- 1969年 - 1984年　セルジュ・コミッショーナ
- 1985年 - 1998年　デイヴィッド・ジンマン
- 1999年 - 2006年　ユーリ・テミルカーノフ（現在は名誉音楽監督）
- 2007年 - 2021年　マリン・オールソップ
- 2023年 - ジョナサン・ヘイワード